# Cassien de la belle Métcha
Cassien de la belle Métcha est une nouvelle d'Ivan Tourgueniev parue dans la revue russe Le Contemporain en 1851. 
La nouvelle fait partie du recueil Mémoires d'un chasseur.

## Résumé
Le narrateur rentre de la chasse dans une télègue. Hiérothée, le cocher, casse l’essieu en voulant dépasser un enterrement : on porte en terre Martin, le charpentier de Riabovo, mort de la fièvre.
La télègue arrive tant bien que mal jusqu’au hameau de Ioudiny. Tout le monde est aux champs. Seul est resté Cassien, un nain d’une cinquantaine d’années. Il accepte de mauvaise grâce d’accompagner le narrateur vers une coupe de bois où ils pourront trouver un nouvel essieu. Il le suit même quand il va chasser dans les bois et lui reproche d’avoir tué un oiseau du bon dieu.
On apprend que le nain fait le guérisseur et, qu’il y a quatre ans, à la mort de son maître, la tutelle l’avait déplacé d’autorité de son village natal de la belle Métcha vers ce hameau d'Ioudiny, situé à cent verstes.
De retour à Ioudiny, on croise Annouchka qui ramasse des champignons. Est-ce la fille du nain?  Cassien reste vague.  À l'entendre, il n'a ni métier, ni famille. Le nouvel essieu est monté, les voyageurs repartent, laissant Cassien devant son isba. Interrogé, Hiérothée laisse entendre que Cassien est un toqué, mais sûrement pas un guérisseur.

## Édition française
- Kassian de la Krassivaïa Metcha, traduit par Ely Halpérine-Kaminsky, dans Récits d'un chasseur, Paris, Éditions Albin Michel, 1893.
- Cassien de la belle Métcha, traduit par Françoise Flamant, Éditions Gallimard, Bibliothèque de la Pléiade, 1981  (ISBN 978 2 07 010980 7).